# Episodi di Paso adelante (quarta stagione)
| nº originale | Titolo originale                  | Titolo italiano streaming  | nº TV | Titolo italiano              | Prima TV Spagna   | Prima TV Italia  |
| ------------ | --------------------------------- | -------------------------- | ----- | ---------------------------- | ----------------- | ---------------- |
| 1            | El regreso                        | Ritorno al passato         | 1     | Una nuova madre              | 3 settembre 2003  | 27 dicembre 2004 |
| 1            | El regreso                        | Ritorno al passato         | 2     | Un sostituto per Gaspar      | 3 settembre 2003  | 28 dicembre 2004 |
| 2            | Armas de Mujer                    | Armi di donna              | 3     | Nei panni di una donna       | 10 settembre 2003 | 29 dicembre 2004 |
| 2            | Armas de Mujer                    | Armi di donna              | 4     | Un'idea geniale              | 10 settembre 2003 | 30 dicembre 2004 |
| 3            | Algo que contar                   | Qualcosa da raccontare     | 5     | Un matrimonio contrastato    | 17 settembre 2003 | 31 dicembre 2004 |
| 3            | Algo que contar                   | Qualcosa da raccontare     | 6     | Ingrid in crisi              | 17 settembre 2003 | 3 gennaio 2005   |
| 4            | Tango para Tres                   | Tango per tre              | 7     | Senza casa                   | 24 settembre 2003 | 4 gennaio 2005   |
| 4            | Tango para Tres                   | Tango per tre              | 8     | Tango per tre                | 24 settembre 2003 | 5 gennaio 2005   |
| 5            | ¿Qué está pasando?                | Che sta succedendo?        | 9     | Una sorpresa sul palco       | 1º ottobre 2003   | 6 gennaio 2005   |
| 5            | ¿Qué está pasando?                | Che sta succedendo?        | 10    | Il battesimo                 | 1º ottobre 2003   | 7 gennaio 2005   |
| 6            | La lata                           | La lattina                 | 11    | Donne in difficoltà          | 8 ottobre 2003    | 10 gennaio 2005  |
| 6            | La lata                           | La lattina                 | 12    | Alla ricerca della lattina   | 8 ottobre 2003    | 11 gennaio 2005  |
| 7            | ¿Le importa que no le dé la mano? | Scusi se non le do la mano | 13    | Un nuovo amore               | 15 ottobre 2003   | 12 gennaio 2005  |
| 7            | ¿Le importa que no le dé la mano? | Scusi se non le do la mano | 14    | Lola perde il controllo      | 15 ottobre 2003   | 13 gennaio 2005  |
| 8            | El hombre invisible               | L'uomo invisibile          | 15    | Accusa infamante             | 22 ottobre 2003   | 14 gennaio 2005  |
| 8            | El hombre invisible               | L'uomo invisibile          | 16    | Profondo turbamento          | 22 ottobre 2003   | 17 gennaio 2005  |
| 9            | Soy o no Soy                      | Sono o non sono            | 17    | La grande occasione          | 29 ottobre 2003   | 18 gennaio 2005  |
| 9            | Soy o no Soy                      | Sono o non sono            | 18    | Il furto del violino         | 29 ottobre 2003   | 19 gennaio 2005  |
| 10           | La mala vida                      | Vibrazioni negative        | 19    | Vibrazioni negative          | 4 novembre 2003   | 20 gennaio 2005  |
| 10           | La mala vida                      | Vibrazioni negative        | 20    | Una colletta per Berlino     | 4 novembre 2003   | 21 gennaio 2005  |
| 11           | Un Beso sin más                   | Un bacio e basta           | 21    | Una canzone per mamma e papà | 12 novembre 2003  | 24 gennaio 2005  |
| 11           | Un Beso sin más                   | Un bacio e basta           | 22    | Un bacio e basta             | 12 novembre 2003  | 25 gennaio 2005  |
| 12           | Salta                             | Salti estremi              | 23    | Prove di resistenza          | 19 novembre 2003  | 26 gennaio 2005  |
| 12           | Salta                             | Salti estremi              | 24    | Salto nel vuoto              | 19 novembre 2003  | 27 gennaio 2005  |
| 13           | Un poquito muerta                 | Morte improvvisa           | 25    | Un mare di debiti            | 26 novembre 2003  | 28 gennaio 2005  |
| 13           | Un poquito muerta                 | Morte improvvisa           | 26    | Morte improvvisa             | 26 novembre 2003  | 31 gennaio 2005  |
| 14           | Cosas que importan                | Cose importanti            | 27    | Provino per un musical       | 3 dicembre 2003   | 1º febbraio 2005 |
| 14           | Cosas que importan                | Cose importanti            | 28    | Videoclip                    | 3 dicembre 2003   | 2 febbraio 2005  |
| 15           | ¿Y la novia quién es?             | Chi è la sposa?            | 29    | Un bel tatuaggio             | 10 dicembre 2003  | 3 febbraio 2005  |
| 15           | ¿Y la novia quién es?             | Chi è la sposa?            | 30    | I re magi                    | 10 dicembre 2003  | 4 febbraio 2005  |
| 16           | Dar la cara                       | Responsabilità             | 31    | Ironia della sorte           | 17 dicembre 2003  | 7 febbraio 2005  |
| 16           | Dar la cara                       | Responsabilità             | 32    | Scherzi del destino          | 17 dicembre 2003  | 8 febbraio 2005  |

## Una nuova madre
- Titolo originale:
- Diretto da:
- Scritto da:

### Trama
Inizia un nuovo anno e tutti sono pronti a compilare il modulo dell'iscrizione, meno a pagare tra cui Pedro che cerca disperatamente i soldi per pagarsi la tassa d'iscrizione. Così chiede ad Antonio di lavorare nella scuola come inserviente, ma lui gli comunica che la stessa non ha fondi. Jero è ancora arrabbiato per il tradimento di Lola e non vuole parlarle. Juan vuole ritornare con Ingrid, dicendo di amarla, ma lei soffre ancora. Carmen viene a sapere che Gaspar ha lasciato la scuola per un'offerta di lavoro migliore a Parigi. Dal ritorno dalle vacanze trascorse in tournée con gli UPA Dance, Lola scopre che suo padre si è fidanzato con una donna, Puri, che già vive in casa con la sua famiglia. Non essendo molto entusiasta di una nuova presenza femminile in casa, Lola comincia a trattarla con freddezza. Carmen e Alicia organizzano una festa in un locale esclusivo di Madrid al fine di attirare qualche sponsor che possa aiutare economicamente la scuola. Cristobal, incrocia sulla strada Horacio Dalmaso (figlio adottivo di Carmen che giunge a Madrid per chiedere aiuto alla madre siccome lui è rimasto al verde) che cerca di truffare il professore nel tentativo di un cambio di soldi. Purtroppo Cristobal si rende conto dell'inganno troppo tardi. Nel frattempo Horacio entra nella scuola e va alla ricerca della madre, ma scopre che la persona che ha truffato lavora proprio lì, così cerca di nascondersi con scarso successo. Juan viene a sapere che Ingrid è stata a letto con molti ragazzi durante la tournée e ha dei ripensamenti sul suo conto. Carmen nomina Cristobal vice-direttore e gli comunica che dovrà occuparsi di tutte le faccende burocratiche e che inoltre dovrà trovare un nuovo professore che sostituisca Gaspar. Una volta incontrati, Carmen e Horacio si fermano a parlare dei loro vecchi tempi e lui le racconta del successo che ha avuto, in giro per il mondo, con la sua compagnia teatrale. Credendolo dunque un professionista, Carmen gli propone di lavorare come professore di storia del teatro nella sua scuola e lui accetta al volo, ma prima dovrà affrontare un colloquio con Cristobal. Pavel ha difficoltà nella danza classica e chiede aiuto a Lola, ma lei rifiuta e si propone Silvia. Puri propone a Lola di conoscersi meglio per andare d'accordo, ma Lola inventa scuse per ignorarla. Horacio si presenta al colloquio, Cristobal lo riconosce e lui per evitare inconvenienti gli restituisce i soldi. Purtroppo però dopo aver visionato il suo curriculum gli dice che non è adatto per insegnare storia del teatro, ma siccome Carmen ritiene Horacio una persona qualificata, nomina Cristobal nuovo insegnante di storia del teatro e cede a Horacio il corso di recitazione.

## Un sostituto per Gaspar
- Titolo originale:
- Diretto da:
- Scritto da:

### Trama
Pedro viene assunto come buttafuori al locale dove si terrà la festa organizzata dalle direttrici della scuola e lascia passare Rober e Marta che vogliono farsi notare da qualche produttore, ma risultando troppo importuni finiscono per combinare guai e vengono puniti da Alicia. Lola, fuori da casa sua, assiste ad una discussione tra Puri e un signore sospetto che le parla di un conto da saldare. Incuriosita, quando la donna si allontana, Lola chiede all'uomo se conosce Puri. Lui conferma e le fa capire che era una prostituta. Cristobal e Adela sospettano di Horacio e della facilità con cui è stato assunto, così cominciano a fare delle ricerche su di lui e per il momento non scoprono nulla di sinistro. Intanto Diana rimane chiusa fuori dal terrazzo e si rende conto che le si sono rotte le acque. Fortunatamente Cristobal interviene in suo soccorso e la donna riesce a partorire in ospedale. Juan, in stato di ebbrezza, irrompe nella stanza di Ingrid, svegliando le ragazze che dormono, per parlarle di quello che ha fatto in tournée, ma viene interrotto da Antonio che gli comunica che Diana ha partorito. Adela si reca nell'albergo dove alloggia Horacio per consegnargli il contratto di lavoro, ma scopre che è scappato senza pagare il conto. Così Adela riferisce tutto a Carmen, ma la direttrice dice che sarà lei a prendersi la responsabilità delle azioni di Horacio, confessandole che è suo figlio adottivo. Quando Carmen incontra Horacio gli dice che non deve nascondere i suoi problemi economici e, preoccupata per lui, gli dà un anticipo del suo stipendio. Alicia per ovviare ai problemi economici della scuola è costretta ad abolire una delle materie più dispendiose: attività speciali.

## Nei panni di una donna
- Titolo originale:
- Diretto da:
- Scritto da:

### Trama
Il nuovo insegnante di recitazione, Horacio, cerca di legare con i suoi nuovi colleghi, in particolare Adela per la quale nutre simpatia, ma lei non è minimamente interessata a lui. Durante una lezione di recitazione, Horacio chiede a Rober di recitare nel ruolo di una donna, ma lui non riesce a interpretarlo al meglio perché lo fa sentire a disagio. Il professore insiste e pretende da Rober un lavoro impeccabile, altrimenti sarà costretto a bocciarlo. Lola viene a sapere che Puri e suo padre si sposano e va su tutte le furie, ancor di più quando nota che Jero continua a ignorarla e poi lo sorprende a letto con Erika. Per esercitarsi nel ruolo femminile, Rober si traveste da donna ma ancora non riesce bene nella parte e fa arrabbiare Horacio che vuole espellerlo dal corso. Rober chiede una seconda possibilità e il professore accetta a patto che rimanga travestito da donna per 48 ore. Cristobal non vuole che Alicia licenzi JoJo, così Juan gli propone di fare un sondaggio e ne risulta che la materia di JoJo è molto amata, ma a rimetterci sarà proprio Juan, siccome la sua materia viene considerata la più inutile e quindi Alicia decide di licenziarlo. Carmen scopre che Horacio non ha una dimora e lo sorprende a dormire a scuola, così lo convince a stare a casa da lei.

## Un'idea geniale
- Titolo originale:
- Diretto da:
- Scritto da:

### Trama
Carmen comunica a Juan il suo licenziamento. Lui ci rimane male e fa notare che con le spese di suo figlio gli sarà impossibile tirare avanti. Jero e Lola si chiariscono e si rimettono insieme, ma lui è ancora attratto da Erika. Horacio ci prova con Adela ma con scarso successo. Diana torna a casa col bambino che ha deciso di chiamare come il padre. Cristobal e JoJo vanno a trovare Diana per darle una mano e quest'ultima scopre che Juan ha perso il lavoro. Alla fine però Carmen decide di mandare via JoJo e riassumere Juan che propone delle idee per far guadagnare soldi alla scuola. Il padre di Rober invita il figlio a una cena importante e, non essendo trascorse le 48 ore dal patto col professore di recitazione, sarà costretto ad andarci vestito da donna. Lola e Ingrid dopo un pomeriggio di shopping vanno al cinema e notano che davanti a loro ci sono Jero ed Erika che si baciano con passione. Carmen chiede a Horacio e Adela di occuparsi della preparazione dello spettacolo.

## Un matrimonio contrastato
- Titolo originale:
- Diretto da:
- Scritto da:

### Trama
Lola è molto distratta durante le lezioni perché pensa ancora al tradimento di Jero. Pedro cerca di consolarla con scarso successo. La scuola organizza un'audizione a sorpresa per un programma in televisione e tutti preparano una coreografia tranne Lola. Al momento degli scrutini finali Adela sceglie Lola, Silvia e Marta, ma Horacio è contrario perché preferisce Rober e Ingrid e comincia a litigare con la sua collega. Lola va dal padre per rivelargli che in realtà Puri è una prostituta, ma decide di non farlo poiché vede che il padre è felice di stare con la sua nuova donna. Ma Lola non si arrende e prima dell'esibizione scappa via per impedire il matrimonio e a sostituirla nello show ci sarà Ingrid.

## Ingrid in crisi
- Titolo originale:
- Diretto da:
- Scritto da:

### Trama
Lola torna a casa e dice a Puri che è a conoscenza del suo passato e che ha intenzione di dirlo al padre. La donna, che sperava non si venisse a sapere, promette a Lola che confesserà la verità al padre prima del matrimonio. Ingrid scappa dallo show televisivo perché stufa di essere considerata come una seconda scelta e va a piangere da Juan. A sostituirla sarà Adela e anche se lo spettacolo ha avuto successo, Carmen è molto delusa e cerca di convincere Ingrid a dare del suo meglio così le affida il compito di preparare uno spettacolo con tanto di testi e musica. Al termine dello spettacolo Alicia e Horacio finiscono a letto insieme. Il giorno dopo Lola riceve una telefonata dal padre che le comunica che a poche ore da lì si sposerà. Lola pensa subito che Puri non abbia detto la verità al padre così decide di intervenire di persona per interrompere il matrimonio. Una volta giunta in comune, Lola prende da parte il padre sul punto di sposarsi e gli racconta la verità su Puri, ma lui le confessa che ne era già a conoscenza e che vuole sposarla perché la ama. Lola non è comunque d'accordo e dà un ultimatum al padre: se dovesse sposarla, lei sparirà dalla sua vita. Il padre è addolorato dalla scelta della figlia, ma sceglie comunque di sposare Puri.

## Senza casa
- Titolo originale:
- Diretto da:
- Scritto da:

## = Trama
Juan è stufo di occuparsi del bambino quando Diana non c'è e i due finiscono per litigare, così Diana decide di tornarsene a casa sua. Mancano ormai due giorni all'apertura del teatro e JoJo ha già preparato i manifesti pubblicitari, che mettono al corrente dell'evento: uno spettacolo di blues suonato dagli amici di Juan. Ma lui dice a JoJo che lo spettacolo è annullato perché i suoi amici sono impegnati. Carmen comunica a Juan e JoJo che c'è stato il boom della vendita dei biglietti per lo spettacolo e che il successo dell'evento dipenderà da loro, così i due fingono che vada tutto bene ma si danno da fare per trovare una soluzione. Alicia viene a sapere che Silvia dà ripetizioni di ballo a Pavel e si rivolge a quest'ultimo chiedendogli di lasciare in pace la nipote. Rober scopre che Pedro lavora come cameriere in un locale di spogliarellisti e per colpa sua perderà il lavoro. JoJo chiede aiuto ai suoi colleghi per trovare una soluzione allo spettacolo, così Horacio propone di ballare un tango con Adela, ma l'idea non va giù ad Alicia che propone una coreografia che la vede protagonista. Ad Adela però non vanno giù le manie di protagonismo della nuova direttrice e così scoppiano a litigare. Pedro ottiene lavoro come dogsitter e si imbatte in una cliente che promette di dargli un ingente somma di denaro se lui dovesse accettare di tenere il suo cane per due giorni. Ovviamente Pedro coglie l'occasione al volo siccome ha urgentemente bisogno di soldi. Quando Diana ritorna a casa sua, scopre però che il proprietario l'ha sfrattata siccome non ha pagato l'affitto nel periodo in cui è andata a vivere da Juan. La casa ormai è occupata da un nuovo inquilino e a Diana non resta che cercare un nuovo appartamento, ma siccome i prezzi sono troppo alti si accontenta di vivere in una pensione che cade a pezzi e fa promettere a JoJo di non dire ai suoi colleghi in che condizioni vive. Pavel invita Silvia a ballare in un locale cubano, ma lei rifiuta perché deve andare al teatro con la zia. Pedro consiglia a Lola di chiarire col padre ma lei non vuole e si limita a rimanere in contatto solo col fratellino.

## Tango per tre
- Titolo originale:
- Diretto da:
- Scritto da:

### Trama
Silvia scappa da teatro per raggiungere Pavel in un locale cubano, con cui trascorre una bella serata fino a quando il ragazzo non litiga con alcune persone e vengono cacciati. Pedro cerca di nascondere in camera sua la cagnolina che gli hanno affidato, ma accidentalmente Rober la fa cadere dalla finestra provocandole una frattura alla zampa. Di conseguenza Pedro non solo dovrà pagare le spese mediche al cane, ma non verrà pagato e perderà il lavoro. Cristobal viene a sapere che Diana vive in un brutto posto e la convince a ritornare a casa sua, ma Juan non è d'accordo così decide di andarsene. Juan si rende conto di essere molto legato a suo figlio, ragion per cui decide di rimanere, facendo arrabbiare Ingrid. Alla fine Adela e Alicia si esibiscono assieme per lo spettacolo che va a buon fine e riscuote gran successo. Pedro torna a lavorare nel locale per spogliarellisti, questa volta come ballerino, guadagnando molti soldi. Lola scopre che suo fratello non va a scuola da una settimana e la maestra l'avverte che se Jorge continuerà a fare assenze sarà costretta a ricorrere ai servizi sociali.

## Una sorpresa sul palco
- Titolo originale:
- Diretto da:
- Scritto da:

### Trama
Lola è molto preoccupata per il fratello, ma non vuole tornare a casa per orgoglio. Durante le ripetizioni di danza, Pavel si rende conto di essere attratto da Silvia e i due finiscono per baciarsi. Diana scopre che suo figlio sta male e quando lo porta in ospedale i dottori le comunicano che il piccolo ha problemi respiratori e rischia la vita. Sconfortata, si reca nella chiesa dell'ospedale per pregare e le giunge la buona notizia dei dottori: il bambino è salvo da ogni pericolo. Lola incontra suo padre che le lascia in custodia il fratellino siccome Puri è scappata di casa e lui vuole convincerla a tornare. Così nel periodo in cui lui non c'è, lei ne approfitta per stare a casa e accudire il fratellino con l'aiuto di Pedro. Adela scopre che Marta sta passando gran parte del suo tempo in strada con i vagabondi. Inizialmente pensa sia un compito datole da Horacio, ma poi capisce che lo ha fatto di sua iniziativa per partecipare a un casting.

## Il battesimo
- Titolo originale:
- Diretto da:
- Scritto da:

### Trama
Dopo la miracolosa guarigione del piccolo Juanito, Diana decide di battezzare suo figlio anche se Juan non è d'accordo perché la donna non è mai stata praticante. Finalmente torna il padre di Lola con Puri che ha portato con sé sua figlia avuta con un ex compagno finito in carcere. Puri va a trovare Lola e le chiede di essere comprensiva, ma la ragazza continua a trattare la donna con disprezzo. Marta ci prova con Rober, ma lui la rifiuta. Adela parte per New York per partecipare a una tournée. Cristobal si rende conto che la scuola è indebitata e deve trovare una soluzione per ovviare ai problemi economici. Come se non bastasse, a scuola esplode la caldaia del riscaldamento, già malfunzionante da tempo, ma Carmen dice ad Antonio che non ci sono fondi per comprarne una nuova. Diana torna a lavorare prima che finiscano le sue ferie per maternità e chiede ad Antonio di fare da babysitter al piccolo Juanito.

## Donne in difficoltà
- Titolo originale:
- Diretto da:
- Scritto da:

### Trama
Ingrid deve ancora preparare lo spettacolo che le ha assegnato Carmen, ma viene a sapere che sua madre è scappata dalla clinica psichiatrica e va alla sua ricerca. Pedro lavora molto per cercare di guadagnare soldi che servono al padre, ma ciò lo distrae dallo studio. Mentre prepara la sua coreografia per il lavoro da spogliarellista, viene sorpreso da Lola e Rober che scoprono il suo segreto. Pedro spiega a Lola che il lavoro non gli piace ma lo fa solo per soldi, infatti sta mettendo da parte i suoi guadagni e per tenerli al sicuro li custodisce in una lattina vuota che viene accidentalmente presa da Rober e credendola vuota, la butta. Intanto Carmen, al fine di guadagnare soldi da destinare ai fondi della scuola, accetta di recitare in una pubblicità per detergenti igienici. La madre di Ingrid entra nella scuola e sorprende la figlia e le ragazze nel bel mezzo della notte. Anche se Ingrid è molto contenta che la madre sia tornata, non può tenerla a scuola e chiede a Juan di ospitarla a casa sua, ma lui le fa capire che non c'è posto per altre persone, tanto meno una persona psicologicamente instabile e fa arrabbiare Ingrid che alla fine riporta la madre in ospedale. Il proprietario del locale di striptease chiede a Pedro di fare un numero finale nel quale deve spogliarsi completamente. Il ragazzo però non è d'accordo, ma se non lo fa non verrà pagato.

## Alla ricerca della lattina
- Titolo originale:
- Diretto da:
- Scritto da:

### Trama
Juan umilia Marta e una sua amica durante la lezione di musica. Pedro si accorge che la lattina contenente i soldi è sparita e la cerca per tutta la scuola. JoJo invita Diana a uscire per svagarsi un po' e si ritrovano accidentalmente nel locale di striptease dove lavora Pedro che si esibisce nel numero in cui balla nudo. Il giorno dopo Diana consiglia a Pedro di trovarsi un altro lavoro, altrimenti verrà cacciato dal corso, ma a lui servono i soldi per aiutare la sua famiglia e continua a lavorare in quel locale facendo promettere a Rober di non farne voce. Arriva il giorno del debutto dello spettacolo di Ingrid e siccome non ha preparato niente, improvvisa un monologo a sfondo satirico che sintetizza la storia della sua vita e della sua relazione. Lo show diverte tutti tranne Diana, che va via, e Juan al quale dice che la loro storia è finita.

## Un nuovo amore
- Titolo originale:
- Diretto da:
- Scritto da:

### Trama
Silvia riceve una visita inaspettata da suo padre che la invita a cenare assieme alla zia Alicia. Così lei invita anche Pavel. Cristobal intuisce che tra Alicia e Horacio ci sia qualcosa. Durante le prove del gruppo UPA Dance, Lola litiga con Jero e va via. JoJo scopre delle foto pedopornografiche tra le cose di Juan e lo confessa a Diana che non le crede, ma quando le due cominciano a indagare, arrivando persino a perquisire il PC, trovano una cartella piena di foto compromettenti. Juan però dice di essere innocente e pensa che qualcuno voglia incastrarlo. Anche Carmen viene a sapere della vicenda e fino a quando non si risolverà la questione, il professore sarà sospeso.

## Lola perde il controllo
- Titolo originale:
- Diretto da:
- Scritto da:

### Trama
Alicia cerca di far ragionare Silvia dicendole che Pavel sta con lei solo per interesse e che prima di venire a Madrid si prostituiva con le turiste a Cuba poiché anche lei ha avuto una relazione con lui. La scuola informa Horacio che ha vinto una borsa di studio per Parigi e Cristobal, che tanto ambiva al premio, ci rimane male. Quando poi scopre che Alicia e Horacio hanno una relazione, pensa che questo possa aver influito sulla decisione. Gli UPA Dance decidono di esibirsi per una gara di canto senza Lola che Jero sostituisce con Erika che, non essendo brava nel canto, prova a cantare in playback con la voce registrata di Lola. Ma quest'ultima si accorge in tempo dell'inganno della sua band e rovina lo show.

## Accusa infamante
- Titolo originale:
- Diretto da:
- Scritto da:

### Trama
Marta vede Juan piangere perché rischia di perdere il lavoro e quando lo rivela alla sua amica, Veronica, quest'ultima le confessa di aver messo sul suo pc delle foto pedopornografiche per vendicarsi di quando lui le ha umiliate davanti alla classe. La verità quindi viene a galla e la ragazza viene punita, anche se Juan è molto amareggiato per esser stato considerato colpevole dai suoi colleghi, specialmente dai suoi amici. Gli UPA Dance arrivano comunque in finale alla gara di canto, ma questa volta Pedro vuole fare le cose per bene e convince Jero a chiedere scusa a Lola e di farla cantare. Purtroppo però prima di esibirsi, Rober sfoggia le sue manie di presunzione e i ragazzi abbandonano il palco. Di conseguenza decidono di sciogliere il gruppo UPA Dance. Silvia dopo aver scoperto la verità su Pavel decide di chiudere la loro relazione. Diana consiglia a Cristobal di uscire un po' e rifarsi una vita, così gli organizza un incontro combinato con una sua amica. Intanto Pedro continua a lavorare nel locale di striptease che lo costringe a dormire poco. Di conseguenza il ragazzo è poco attento durante le lezioni e viene spesso rimproverato. Diana sceglie Lola e Pedro per preparare una coreografia da presentare a un casting e pretende da loro un lavoro impeccabile. Silvia e Pavel si chiariscono e tornano insieme.

## Profondo turbamento
- Titolo originale:
- Diretto da:
- Scritto da:

### Trama
Rober viene a sapere che la sua ex, Bea, si trasferirà a Hong Kong col suo compagno e il piccolo Sergio, così le chiede di affidarglielo per poco prima di partire. Antonio scopre che Pedro fa lo spogliarellista e lo interrompe durante un'esibizione, ma il ragazzo reagisce male e lo manda via. Quando esce dal locale, Pedro viene pestato per difendere una ragazza e rimane ferito gravemente, ma per tenere tutti all'oscuro decide di non dire nulla. Intanto Diana organizza una cena per Cristobal e una sua amica, che però non pare entusiasta. Quando al gruppo si unisce Juan, la donna scopre di avere molte cose in comune con lui. Cristobal è stressato perché pensa che i suoi colleghi gli stiano rendendo la vita impossibile per mandarlo via, ma Diana lo consola e cerca di dissuaderlo. Lui però finisce per avere una crisi di nervi.

## La grande occasione
- Titolo originale:
- Diretto da:
- Scritto da:

### Trama
Lola e Pedro esibiscono la loro coreografia ma lui finisce per sentirsi male e lo portano in ospedale. Cristobal comincia a nutrire dei dubbi su Horacio e, in quanto direttore, gli chiede di presentargli i documenti e diplomi con le sue credenziali. Alicia decide di rimuovere Cristobal dall'incarico di direttore e lui capisce che lo fa perché sa che lui è a conoscenza della sua relazione segreta con Horacio. Pedro viene dimesso dall'ospedale e una volta tornato a scuola chiede scusa ad Antonio. A scuola arrivano dei violini di valore che verranno suonati da un quartetto d'archi che si esibirà al teatro. Lola e Pedro partecipano a un provino dove cercano comparse, ma alla fine Lola viene scelta come protagonista per un video musicale di un famoso cantante, David Civera.

## Il furto del violino
- Titolo originale:
- Diretto da:
- Scritto da:

### Trama
Ingrid chiede a Carmen se nella scuola c'è un lavoro per lei, in quanto vuole pagare le spese della clinica di sua madre. La risposta negativa della direttrice coincide con la scomparsa del violino. Tutti i sospetti cadono su Ingrid, che non dà scuse esaurienti per ritenersi innocente e rischia l'espulsione dalla scuola. In realtà a rubare il violino è stato Horacio che è perseguitato telefonicamente da una persona con la quale deve saldare un debito. Quando nota che in mezzo alla faccenda ci finisce una studentessa innocente, lui interviene in sua difesa e inventa una bugia dicendo alle direttrici di aver passato la notte insieme. Di conseguenza Alicia pensa che Horacio l'abbia tradita e si arrabbia con lui. Lola riceve un dispendioso regalo dal cantante del videoclip in cui recita e Pedro le lancia una frecciatina che la fa arrabbiare. Dopo aver girato le scene del videoclip, David Civera invita Lola in una camera d'hotel di lusso e lei, sentendosi sola, coinvolge Pedro. Proprio sul più bello arriva David, ma Pedro lo manda via in modo brusco facendo arrabbiare Lola.

## Vibrazioni negative
- Titolo originale:
- Diretto da:
- Scritto da:

### Trama
Marta è triste perché le manca Adela, così Rober le sta vicino per confortarla. Alicia comunica a Carmen che se la scuola non risarcisce il violino sarà costretta a chiudere. Intanto i ragazzi stanno preparando il musical  "Jesus Christ Superstar" per partecipare a un concorso di arti sceniche a Berlino, ma scoprono di non avere i soldi per il viaggio e pensano ad una soluzione per trovare il denaro. A scuola viene assunta Puri come nuova segretaria. Carmen decide di partire per New York per trovare Adela.

## Una colletta per Berlino
- Titolo originale:
- Diretto da:
- Scritto da:

### Trama
Pavel lascia Silvia con parole molto sprezzanti e pensa che sia stato suo padre a intimare il ragazzo di mettere fine alla relazione. Horacio ha una discussione con Carmen e decide di andarsene da casa sua. Mentre prende le valigie, Carmen perde l'equilibrio, cade dalla sedia e sviene. Silvia torna da Pavel per chiedergli spiegazioni ma lui continua a tenere la sua posizione sostenendo che quello che c'è stato tra loro è stato solo un passatempo. In un secondo momento scopre dal padre che Pavel in realtà è sposato e ha anche un figlio. I ragazzi per ottenere soldi per il viaggio, coinvolgono la gente del quartiere per chiedere donazioni ma i soldi raccolti non bastano. Così per non demoralizzare i ragazzi, JoJo e Juan decidono di giocarsi i soldi al casinò tentando la fortuna, ma perdono tutto.

## Una canzone per mamma e papà
- Titolo originale:
- Diretto da:
- Scritto da:

### Trama
Horacio torna a casa da Carmen, scopre che la donna è ferita e corre in suo soccorso. Dopo aver chiarito, Horacio confessa a Carmen di aver rubato il violino per saldare un debito, ma alla fine decide di restituirlo. La donna lo perdona e gli chiede di restare con lei. Pavel dice a Silvia che è stato costretto a lasciarla sotto le minacce di suo padre, ma lei non vuole perdonarlo. Juan e JoJo non si perdono d'animo e decidono di recuperare i soldi vendendo la macchina di Diana a sua insaputa e dicendole che in realtà gliel'hanno rubata. Carmen riesce a entrare in contatto con Adela che le comunica che rimarrà a New York siccome le hanno offerto un'importante proposta di lavoro. Pedro prepara una canzone con Lola da esibire in teatro il giorno in cui verranno i genitori del ragazzo. Purtroppo però i due confidano al figlio che hanno intenzione di separarsi e Pedro ci resta molto male.

## Un bacio e basta
- Titolo originale:
- Diretto da:
- Scritto da:

### Trama
Diana ringrazia Cristobal per tutte le attenzioni che sta dedicando a lei e a suo figlio e tra i due scappa un bacio, ma vengono sorpresi da Juan che comincia a sentirsi da terzo incomodo. Pedro si sente in colpa per la separazione dei suoi genitori e pensa che il motivo principale siano i gravi problemi economici che affliggono la famiglia. Intanto Diana e Cristobal cominciano a sentirsi a disagio tra loro.

## Prove di resistenza
- Titolo originale:
- Diretto da:
- Scritto da:

### Trama
Pedro vuole lasciare la scuola per tornare a casa coi genitori e risistemare le cose, ma la madre non è d'accordo. JoJo organizza una prova di resistenza e per incoraggiare i ragazzi a dare il massimo gli dice che gli ultimi due parteciperanno come stuntman in un film; saranno Rober e Jero ad avere la meglio. Carmen riceve una visita da un suo vecchio amico Federico. Intanto Cristobal organizza le prove generali del "Giardino dei ciliegi" e come spettatori ci saranno i pazienti dell'ospedale psichiatrico, tra cui la mamma di Ingrid. Ma la ragazza durante le prove si blocca e lo spettacolo viene interrotto. JoJo comincia a preoccuparsi riguardo agli svolgimenti del film: alcune scene vengono girate senza alcun controllo di sicurezza e per questo decide di far ritirare i ragazzi, anche se loro continuano a lavorare di nascosto.

## Salto nel vuoto
- Titolo originale:
- Diretto da:
- Scritto da:

### Trama
Alicia lascia definitivamente Horacio restituendogli i suoi regali. JoJo viene a sapere che Rober e Jero continuano a lavorare come stuntman sul set del film e si arrabbia con loro. I ragazzi però non si danno per vinti e decidono di girare l'ultima scena del film durante la quale rischiano la vita. Horacio e Alicia si chiariscono e tornano insieme. Ingrid viene a sapere che Cristobal ha dato la sua parte a Erika e ha una crisi isterica. Federico fa una proposta di matrimonio a Carmen, ma lei non accetta.

## Un mare di debiti
- Titolo originale:
- Diretto da:
- Scritto da:

### Trama
Si avvicina il Natale e i professori non vedono l'ora di ricevere la tredicesima, ma Carmen comunica loro che la scuola continua ad avere problemi economici e che per evitare di licenziare qualcuno, decidono di ritardare i pagamenti degli stipendi. Juan ancora infastidito per il bacio tra Diana e Cristobal continua a litigare coi due. Ritorna la madre di Juan, venuta a far visita alla neomamma e che crede ancora che Juan e Diana stiano insieme. Intanto Rober, Marta e Veronica preparano uno spettacolo con Horacio che dovranno esibire al teatro, ma le prove non vanno bene poiché Marta è distratta perché attratta da Rober. Pedro e Lola per guadagnarsi qualcosa lavorano come camerieri e cantano nei locali.

## Morte improvvisa
- Titolo originale:
- Diretto da:
- Scritto da:

### Trama
Marta scopre la sua migliore amica, Veronica, baciarsi con Rober e, presa da un attacco di gelosia, quando sa che la sua amica deve incontrarsi con lui, la chiude nel bagno e va lei al posto suo. Dopo aver trascorso la notte insieme, Rober si rende conto che la ragazza con cui è stato è Marta e ci rimane molto male perché non voleva rovinare la bella amicizia che aveva con lei. JoJo, Diana, Cristobal e Juan tornano a casa e quest'ultimo trova sua madre morta. Lola scopre che Puri si vede di nascosto col suo protettore, così si mette a indagare assieme a Pedro, sospettando che la donna lavori ancora come prostituta, per poi farsi dire dalla stessa che fa la cameriera negli alberghi per arrotondare lo stipendio.

## Provino per un musical
- Titolo originale:
- Diretto da:
- Scritto da:

### Trama
Horacio nota che Marta, Rober e Veronica sono in contrasto tra loro e che trovano ogni scusa per litigare anche durante le prove. Il professore però considera questo atteggiamento poco professionale e decide di sostituirli. Il protettore di Puri continua a perseguitare la donna perché gli deve saldare un vecchio debito, ma lei non ha soldi e gli chiede di essere paziente. Intanto Rober viene notato da un manager che vuole fargli incidere un disco per una casa discografica. Juan è ancora depresso per la perdita della madre e per di più è disperato perché non ha abbastanza soldi per organizzarle un funerale degno. JoJo rischia di essere sfrattata dal suo appartamento perché non ha pagato l'affitto per tre mesi. I ragazzi partecipano ad un provino per un importante musical e alla fine vengono scelti solo Lola e Pedro. Ingrid viene incaricata da Carmen di organizzare un evento di beneficenza, ma per svariati motivi tutti gli alunni si rifiutano di partecipare. Il padre di Lola parte per un lavoro di due mesi in Arabia Saudita. Pavel torna da Silvia e le comunica la separazione dalla moglie, sperando che la ragazza possa dargli un'altra possibilità.

## Videoclip
- Titolo originale:
- Diretto da:
- Scritto da:

### Trama
Il manager di Rober fa girare il suo videoclip musicale nella scuola e alcune ragazze, tra cui Marta, vengono scelte come ballerine, ma Rober non è d'accordo e la fa mandare via dal suo manager. Marta però si offende e litiga pesantemente con Rober. Juan decide di cremare la salma della madre e di portare le ceneri personalmente nel suo paese natale. Il proprietario di casa di JoJo decide di distruggerle l'appartamento per il mancato pagamento, così Diana la ospita a casa sua. Cristobal ha un urgente bisogno di soldi, così decide di trovare un secondo lavoro retribuito come inserviente in un ristorante per aiutare Diana con le spese per il bambino. Lola e Pedro si esibiscono nell'ultimo provino ma non vengono presi.

## Un bel tatuaggio
- Titolo originale:
- Diretto da:
- Scritto da:

### Trama
Juan, di ritorno dal paese natale della madre, scopre che JoJo è diventata la sua nuova coinquilina e si arrabbia con Diana e Cristobal perché la casa è troppo piccola per ospitare altre persone. Durante una sua lezione Horacio incarica ai suoi alunni di trovarsi un lavoro attinente ai propri studi e dovranno mantenerlo per due giorni nonostante sarà a paga minima. Pedro, Rober e Pavel riescono a trovare un lavoro in un centro commerciale, mascherandosi da Re Magi. Improvvisamente vedono un giovane ladro intento a rubare, che scappa inseguito dalla polizia e riesce a nascondersi, ma viene sorpreso dai ragazzi che l'aiutano a scappare. Lola invece trova lavoro come insegnante di flamenco. Intanto arriva a scuola il padre di Ingrid, ma quest'ultima non ne è molto felice, e si arrabbia con lui quando durante uno spettacolo sale sul palco per chiedere il diritto di matrimonio fra coppie omosessuali. A scuola non si parla d'altro che di una foto pubblicitaria di intimo presente in tutta la città, ma nessuno sa che appartiene proprio a JoJo.

## I re magi
- Titolo originale:
- Diretto da:
- Scritto da:

### Trama
Diana scopre che il soggetto della foto pubblicitaria di intimo è JoJo, che le fa promettere di non farne voce con nessuno, ma purtroppo in pochi giorni viene a saperlo tutta la scuola. Il giorno dopo il ladro ritorna dai ragazzi che si stanno esibendo nel centro commerciale e chiede loro di seguirlo per eseguire lo spettacolo dinanzi ai bambini poveri del suo quartiere. Rober non è d'accordo, ma Pedro si lascia impietosire e convince i ragazzi a seguirlo. Arrivati nel quartiere disabitato scoprono che era una trappola e vengono accerchiati da altri ragazzi armati che li derubano. Uno degli allievi di Lola chiede alla ragazza di fargli delle lezioni extra di flamenco e la ragazza accetta, ma quando viene a saperlo Pedro si ingelosisce un po'.

## Ironia della sorte
- Titolo originale:
- Diretto da:
- Scritto da:

### Trama
Cristobal e Diana sembrano interessati ad avere un rapporto sentimentale ma sono costretti a tenerlo nascosto. Pedro e Rober chiedono a JoJo e Juan il permesso di partecipare ad una campagna natalizia organizzata dal comune. Con i guadagni ottenuti potrebbero contribuire a salvare la loro scuola. Pedro trova un lavoro a Nizza e chiede a Lola di seguirlo, ma lei non può pagarsi il biglietto dell'aereo perché Puri ha speso tutti i soldi conservati dal marito per le spese natalizie e per pagare il debito che aveva col suo protettore. Di conseguenza le due hanno una discussione e Lola va via di casa. Intanto Alicia viene a conoscenza di un terribile segreto: Horacio non è chi in realtà vuol far credere, visto che il vero Horacio Dalmaso è appena arrivato dall'Argentina con il suo gruppo, i Los Prodigiosos, per esibirsi a teatro.

## Scherzi del destino
- Titolo originale:
- Diretto da:
- Scritto da:

### Trama
Alicia per vendicarsi di Horacio racconta la verità al vero Horacio Dalmaso e, nel momento in cui il gruppo dei Los Prodigiosos viene presentato ai professori, tutti vengono a conoscenza della verità. Si scopre che Horacio Alonso, ex componente dei Los Prodigiosos, ha rubato l'identità ad Horacio Dalmaso per scappare dai debiti. Cacciato da scuola, tenta di chiedere scusa ma senza successo. Il fratellino di Lola scappa di casa e la ragazza comincia a cercarlo per tutta la città, ma alla fine lo trovano a scuola. Puri e Lola si chiariscono e lei decide di rimanere a casa per le feste di Natale. I ragazzi partecipano alla campagna natalizia organizzata dal comune e ricevono in premio un'ingente somma di denaro che andrà a risolvere i problemi economici della scuola. Lola confessa a Pedro che non può partire e lui ci rimane male, anche perché ne voleva approfittare per dichiararle tutto il suo amore. Decide così di partire con Erika. Carmen viene colta da un infarto e finisce in ospedale. 